# Dwars door de Westhoek 2021
La 12e édition du Dwars door de Westhoek a eu lieu le 6 juin 2021. La course fait partie du calendrier international féminin UCI 2021 en catégorie 1.1 et de la Lotto Cycling Cup pour Dames 2019. Elle est remportée par la Néerlandaise Lorena Wiebes.

## Présentation

### Parcours
La course débute par une partie en ligne. Trois tours cours autour du Mont Rouge sont effectués. Au total, cette partie en ligne a une longueur de 90 km. Elle est suivie de trois tours d'un circuit long de 11,8 km.

### Équipes
| UCI Women's WorldTeams (4)- Team BikeExchange - Team DSM - Movistar Team - SD Worx Équipes féminines continentales (14)- Andy Schleck-CP NVST-Immo Losch - Arkéa Pro Cycling Team - BePink - Bingoal Casino-Chevalmeire - Hitec Products - Doltcini-Van Eyck Sport-Proximus - Jumbo-Visma - Lotto Soudal Ladies - Lviv Cycling Team - Multum Accountants - Parkhotel Valkenburg - Plantur-Pura - Rupelcleaning-Champion lubricants - Valcar-Travel & Service Équipe nationale- Belgique Équipe féminines amateur (3)- Bingoal WB Ladies - Isorex - S-bikes Bodhi |
| |

## Récit de la course
Lorena Wiebes remporte la course au sprint.

## Classements

### Classement final
| \| Classement général \| Classement général \| Classement général \| Classement général \| Classement général \| \| Coureuse \| Coureuse \| Pays \| Équipe \| Temps \| \| ------------------ \| ------------------ \| ------------------ \| ----------------------- \| ------------------ \| \| 1re \| Lorena Wiebes \| Pays-Bas \| Team DSM \| 2 h 49 min 32 s \| \| 2e \| Jolien D'Hoore \| Belgique \| SD Worx \| + 0 s \| \| 3e \| Barbara Guarischi \| Italie \| Movistar Team \| + 0 s \| \| 4e \| Arianna Fidanza \| Italie \| Team BikeExchange \| + 0 s \| \| 5e \| Jip van den Bos \| Pays-Bas \| Jumbo-Visma Women Team \| + 0 s \| \| 6e \| Amy Pieters \| Pays-Bas \| SD Worx \| + 2 s \| \| 7e \| Elisa Balsamo \| Italie \| Valcar-Travel & Service \| + 2 s \| \| 8e \| Lucie Jounier \| France \| Arkéa Pro Cycling Team \| + 2 s \| \| 9e \| Valerie Demey \| Belgique \| Liv Racing \| + 2 s \| \| 10e \| Romy Kasper \| Allemagne \| Jumbo-Visma Women Team \| + 2 s \| |                   |           |                         |                 |
| |                   |           |                         |                 |
| Sources : ProCyclingStats Cycling Quotient |                   |           |                         |                 |
| Classement général |                   |           |                         |                 |
| Coureuse | Coureuse          | Pays      | Équipe                  | Temps           |
| 1re | Lorena Wiebes     | Pays-Bas  | Team DSM                | 2 h 49 min 32 s |
| 2e | Jolien D'Hoore    | Belgique  | SD Worx                 | + 0 s           |
| 3e | Barbara Guarischi | Italie    | Movistar Team           | + 0 s           |
| 4e | Arianna Fidanza   | Italie    | Team BikeExchange       | + 0 s           |
| 5e | Jip van den Bos   | Pays-Bas  | Jumbo-Visma Women Team  | + 0 s           |
| 6e | Amy Pieters       | Pays-Bas  | SD Worx                 | + 2 s           |
| 7e | Elisa Balsamo     | Italie    | Valcar-Travel & Service | + 2 s           |
| 8e | Lucie Jounier     | France    | Arkéa Pro Cycling Team  | + 2 s           |
| 9e | Valerie Demey     | Belgique  | Liv Racing              | + 2 s           |
| 10e | Romy Kasper       | Allemagne | Jumbo-Visma Women Team  | + 2 s           |

### Points UCI
| Position           | 1er | 2e | 3e | 4e | 5e | 6e | 7e | 8e | 9e | 10e | 11e | 12e | 13e à 15e | 16e à 25e |
| Classement général | 125 | 85 | 70 | 60 | 50 | 40 | 35 | 30 | 25 | 20  | 15  | 10  | 5         | 3         |